# Elia Kazan
Elia Kazan (pronunție ē-LĒ-ä ka-ZAHN; în greacă - Ηλίας Καζάν) (n. 7 septembrie 1909, Constantinopol, Imperiul Otoman – d. 28 septembrie 2003, New York City, New York, SUA) a fost un regizor de film și teatru, dramaturg, producător de film și teatru, scenarist și nuvelist american de origine greacă.
Fondator al influentului Studio al actorilor (în original, Actors Studio) din New York City în 1947, Elia Kazan era unul din cei mai titrați regizori, scenariști și producători americani fiind câștigător de trei ori al Oscarului (nume în original, Academy Award), de cinci ori al Tony Award, de patru ori al Golden Globe Award. Pe plan internațional, Kazan era laureat a numeroase premii și nominalizării, așa cum sunt cele de la Cannes și Veneția.

## Filmografie
- 1945 Un copac crește în Brooklyn (A Tree Grows in Brooklyn)
- 1947 Boomerang!
- 1947 Marea de iarbă (The Sea of Grass)
- 1947 Pe cuvânt de onoare (Gentleman's Agreement)
- 1949 Pinky
- 1950 Panică pe stradă (Panic in the Streets )
- 1951 Un tramvai numit dorință (A Streetcar Named Desire)
- 1952 Viva Zapata!
- 1953 Salt mortal (Man on a Tightrope)
- 1954 Pe chei (On the Waterfront)
- 1955 La est de Eden (East of Eden)
- 1956 Baby Doll
- 1957 Un chip în mulțime (A Face in the Crowd)
- 1960 Râul îmblânzit (Wild River)
- 1961 Splendoare în iarbă (Splendor in the Grass)
- 1963 America, America!
- 1969 Înțelegerea (The Arrangement)
- 1972 Vizitatorii (The Visitors)
- 1976 Ultimul magnat (The Last Tycoon) – ultimul film